# Lista de finais femininas em simples do tênis nos Jogos Olímpicos
Esta é a lista de finais femininas em simples do tênis nos Jogos Olímpicos de Verão.

## Por ano

### Disputa pela medalha de ouro
| Ano       | Cidade-sede | Medalhista de ouro                   | Medalhista de prata                  | Resultado                            |
| --------- | ----------- | ------------------------------------ | ------------------------------------ | ------------------------------------ |
| 2024      | Paris       |                                      |                                      |                                      |
| 2020      | Tóquio      | SUI Belinda Bencic                   | CZE Markéta Vondroušová              | 7–5, 2–6, 6–3                        |
| 2008      | Pequim      | RUS Elena Dementieva                 | RUS Dinara Safina                    | 3–6, 7–5, 6–3                        |
| 2004      | Atenas      | BEL Justine Henin-Hardenne           | FRA Amélie Mauresmo                  | 6–3, 6–3                             |
| 2000      | Sydney      | USA Venus Williams                   | RUS Elena Dementieva                 | 6–2, 6–4                             |
| 1996      | Atlanta     | USA Lindsay Davenport                | ESP Arantxa Sánchez Vicario          | 7–68, 6–2                            |
| 1992      | Barcelona   | USA Jennifer Capriati                | GER Steffi Graf                      | 3–6, 6–3, 6–4                        |
| 1988      | Seul        | FRG Steffi Graf                      | ARG Gabriela Sabatini                | 6–3, 6–3                             |
| 1984–1928 | 1984–1928   | não incluído na programação olímpica | não incluído na programação olímpica | não incluído na programação olímpica |
| 1924      | Paris       | USA Helen Wills                      | FRA Julie Vlasto                     | 6–2, 6–2                             |
| 1920      | Antuérpia   | FRA Suzanne Lenglen                  | GBR Dorothy Holman                   | 6–3, 6–0                             |
| 1912      | Estocolmo   | FRA Marguerite Broquedis             | GER Dorothea Köring                  | 4–6, 6–3, 6–4                        |
| 1908      | Londres     | GER Dorothea Lambert Chambers        | GBR Dora Boothby                     | 6–1, 7–5                             |
| 1904      | St. Louis   | não incluído na programação olímpica | não incluído na programação olímpica | não incluído na programação olímpica |
| 1900      | Paris       | GBR Charlotte Cooper                 | FRA Hélène Prévost                   | 6–1, 6–4                             |

### Disputa pela medalha de bronze
| Ano       | Cidade-sede | Medalhistas de bronze                                               | Quarto lugar                                                        | Resultado                                                           |
| --------- | ----------- | ------------------------------------------------------------------- | ------------------------------------------------------------------- | ------------------------------------------------------------------- |
| 2024      | Paris       |                                                                     |                                                                     |                                                                     |
| 2020      | Tóquio      | UKR Elina Svitolina                                                 | KAZ Elena Rybakina                                                  | 1–6, 7⁷–6⁵, 6–4                                                     |
| 2008      | Pequim      | RUS Vera Zvonareva                                                  | CHN Li Na                                                           | 6–0, 7–5                                                            |
| 2004      | Atenas      | AUS Alicia Molik                                                    | RUS Anastasia Myskina                                               | 6–3, 6–4                                                            |
| 2000      | Sydney      | USA Monica Seles                                                    | AUS Jelena Dokić                                                    | 6–1, 6–4                                                            |
| 1996      | Atlanta     | CZE Jana Novotná                                                    | USA Mary Joe Fernandez                                              | 7–68, 6–4                                                           |
| 1992      | Barcelona   | não houve final: as perdedoras das semifinais conquistaram o bronze | não houve final: as perdedoras das semifinais conquistaram o bronze | não houve final: as perdedoras das semifinais conquistaram o bronze |
| 1988      | Seul        | não houve final: as perdedoras das semifinais conquistaram o bronze | não houve final: as perdedoras das semifinais conquistaram o bronze | não houve final: as perdedoras das semifinais conquistaram o bronze |
| 1984–1928 | 1984–1928   | não incluído na programação olímpica                                | não incluído na programação olímpica                                | não incluído na programação olímpica                                |
| 1924      | Paris       | GBR Kathleen McKane                                                 | FRA Germaine Golding                                                | 5–7, 6–3, 6–0                                                       |
| 1920      | Antuérpia   | GBR Kathleen McKane                                                 | SWE Sigrid Fick                                                     | 6–2, 6–0                                                            |
| 1912      | Estocolmo   | NOR Molla Bjurstedt                                                 | SWE Edith Arnheim                                                   | 6–2, 6–2                                                            |
| 1908      | Londres     | GBR Ruth Winch                                                      | FRA Kate Fenwick                                                    | w.o.                                                                |
| 1904      | St. Louis   | não incluído na programação olímpica                                | não incluído na programação olímpica                                | não incluído na programação olímpica                                |
| 1900      | Paris       | não houve final: as perdedoras das semifinais conquistaram o bronze | não houve final: as perdedoras das semifinais conquistaram o bronze | não houve final: as perdedoras das semifinais conquistaram o bronze |

## Estatísticas

### Medalhas por país
| Ordem | País               | Medalha de ouro | Medalha de prata | Medalha de bronze |   |
| ----- | ------------------ | --------------- | ---------------- | ----------------- | - |
| 1     | USA Estados Unidos | 5               |                  | 4                 | 9 |
| 2     | GER Alemanha       | 2               | 3                |                   | 5 |
|       | FRA França         | 2               | 3                |                   | 5 |
| 4     | RUS Rússia         | 1               | 3                | 1                 | 5 |
| 5     | GBR Grã-Bretanha   | 1               | 2                | 3                 | 6 |
| 6     | BEL Bélgica        | 1               |                  |                   | 1 |
|       | PUR Porto Rico     | 1               |                  |                   | 1 |
|       | SUI Suíça          | 1               |                  |                   | 1 |
| 9     | CZE Chéquia        |                 | 1                | 4                 | 3 |
| 10    | ESP Espanha        |                 | 1                | 1                 | 2 |
| 11    | ARG Argentina      |                 | 1                |                   | 1 |
| 12    | AUS Austrália      |                 |                  | 1                 | 1 |
|       | BLR Bielorrússia   |                 |                  | 1                 | 1 |
|       | BUL Bulgária       |                 |                  | 1                 | 1 |
|       | NOR Noruega        |                 |                  | 1                 | 1 |
|       | UKR Ucrânia        |                 |                  | 1                 | 1 |

Obs: A Alemanha Ocidental está incluída em Alemanha e a Boêmia em República Checa.

### Múltiplas medalhistas
| Ordem | País                        |   |   |   |   |
| ----- | --------------------------- | - | - | - | - |
| 1     | GBR Kathleen McKane         | 0 | 0 | 2 | 2 |
| 2     | ESP Arantxa Sánchez Vicario | 0 | 1 | 0 | 1 |